# Bulgarischer Fußballpokal 2004/05
Der Bulgarischer Fußballpokal 2004/05 war die 65. Austragung des Pokalwettbewerbs im Fußball in Bulgarien. Pokalsieger wurde Lewski Sofia. Das Team setzte sich im Finale gegen ZSKA Sofia durch. Durch den Sieg qualifizierte sich Lewski für den UEFA-Pokal 2005/06.

## Modus
Im Halbfinale wurde der Sieger in Hin- und Rückspiel ermittelt. Bei Torgleichheit entschied zunächst die Anzahl der auswärts erzielten Tore, danach eine Verlängerung und falls erforderlich ein Elfmeterschießen.
In den anderen Runden wurden die Begegnungen in einem Spiel entschieden. Bei unentschiedenem Ausgang gab es eine Verlängerung von zweimal 15 Minuten und gegebenenfalls ein Elfmeterschießen.

## Teilnehmer
| A Grupa (16) | B Grupa (16) | W Grupa (13) | Regionalliga (3)                                     |
| --- | --- | --- | ---------------------------------------------------- |
| - Belasiza Petritsch - Beroe Stara Sagora - Lewski Sofia - Litex Lowetsch - Lokomotive Plowdiw - Lokomotive Sofia - Marek Dupniza - PFC Naftex Burgas - PFK Nessebar - Pirin Blagoewgrad - Rodopa Smoljan - Slawia Sofia - Spartak Warna - Tscherno More Warna - Widima-Rakowski Sewliewo - ZSKA Sofia | - Akademik Swischtow - Botew Plowdiw - FC Conegliano German - PFC Dobrudscha Dobritsch - Dorostol Silistra - Etar Weliko Tarnowo - Lok Gorna Orjachowiza - Minjor Bobow Dol - Pirin 1922 Blagoewgrad - PFK Pomorie - Rilski Sportist Samokow - FK Schumen 2001 - FK Spartak Plewen - Swetkawiza Targowischte - FC Tschernomorez Burgas - Wichren Sandanski | - FK Aksakowo - FK Chaskowo - FC Dunaw Russe - FC Hebar Pasardschik - Jantra Gabrowo - Lokomotive Stara Sagora - Ludogorez Rasgrad - Minjor Pernik - Orlowez Pobeda - FC Pirin Goze Deltschew - OFK Sliwen 2000 - FK Sliwnischki Geroj Sliwniza - Spartak Plowdiw | - Botew Letniza - Minjor Draganiza - Sokol Trastenik |

## 1. Runde
Teilnehmer: 3 Viertligisten, 13 Drittligisten und die 16 Zweitligisten.
| Datum      |                               | Ergebnis              |                                     |
| ---------- | ----------------------------- | --------------------- | ----------------------------------- |
| 06.10.2004 | OFK Sliwen 2000 (III)         | 1:2                   | FK Schumen 2001 (II)                |
| 06.10.2004 | FK Aksakowo (III)             | 0:5                   | Pirin 1922 Blagoewgrad (II)         |
| 06.10.2004 | Botew Plowdiw (II)            | 2:0                   | Wichren Sandanski (II)              |
| 06.10.2004 | Etar Weliko Tarnowo (II)      | 2:0                   | Dorostol Silistra (II)              |
| 06.10.2004 | Sokol Trastenik (IV)          | 4:7                   | Akademik Swischtow (II)             |
| 06.10.2004 | Spartak Plowdiw (III)         | 2:1                   | FC Pirin Goze Deltschew (III)       |
| 06.10.2004 | Orlowez Pobeda (III)          | 0:3                   | FK Sliwnischki Geroj Sliwniza (III) |
| 06.10.2004 | Botew Letniza (IV)            | 0:6                   | FK Spartak Plewen (II)              |
| 06.10.2004 | Ludogorez Rasgrad (III)       | 0:3                   | Rilski Sportist Samokow (II)        |
| 06.10.2004 | FC Hebar Pasardschik (III)    | 2:1                   | FC Tschernomorez Burgas (II)        |
| 06.10.2004 | FK Chaskowo (III)             | 2:0                   | Lok Gorna Orjachowiza (II)          |
| 06.10.2004 | Minjor Pernik (III)           | 3:1                   | PFK Pomorie (II)                    |
| 06.10.2004 | FC Dunaw Russe (III)          | 0:1                   | FC Conegliano German (II)           |
| 06.10.2004 | Minjor Draganiza (IV)         | 1:6                   | Minjor Bobow Dol (II)               |
| 06.10.2004 | Lokomotive Stara Sagora (III) | 3:2                   | PFC Dobrudscha Dobritsch (II)       |
| 06.10.2004 | Jantra Gabrowo (III)          | 3:3 n. V. (4:5 i. E.) | Swetkawiza Targowischte (II)        |

## 2. Runde
Teilnehmer: Die 16 Sieger der 1. Runde und die 16 Erstligisten.
| Datum            |                                     | Ergebnis  |                              |
| ---------------- | ----------------------------------- | --------- | ---------------------------- |
| 26. Oktober 2004 |                                     |           |                              |
| 26.10.2004       | Tscherno More Warna (I)             | 3:4 n. V. | Lokomotive Sofia (I)         |
| 27.10.2004       | Belasiza Petritsch (I)              | 1:0       | Rodopa Smoljan (I)           |
| 27.10.2004       | FK Schumen 2001 (II)                | 0:3       | ZSKA Sofia (I)               |
| 27.10.2004       | Etar Weliko Tarnowo (II)            | 1:0       | Slawia Sofia (I)             |
| 27.10.2004       | Botew Plowdiw (II)                  | 5:0       | Akademik Swischtow (I)       |
| 27.10.2004       | Pirin Blagoewgrad (I)               | 1:2       | Lokomotive Plowdiw (I)       |
| 27.10.2004       | PFK Nessebar (I)                    | 0:5       | Lewski Sofia (I)             |
| 27.10.2004       | FC Hebar Pasardschik (III)          | 2:0       | FK Spartak Plewen (II)       |
| 27.10.2004       | Lokomotive Stara Sagora (III)       | 1:5       | Swetkawiza Targowischte (II) |
| 27.10.2004       | Marek Dupniza (I)                   | 2:0       | Beroe Stara Sagora (I)       |
| 27.10.2004       | Minjor Bobow Dol (II)               | 1:0       | Spartak Warna (I)            |
| 27.10.2004       | FC Conegliano German (II)           | 0:2       | Rilski Sportist Samokow (II) |
| 27.10.2004       | FK Sliwnischki Geroj Sliwniza (III) | 0:1       | PFC Naftex Burgas (I)        |
| 27.10.2004       | FK Chaskowo (III)                   | 0:1       | Litex Lowetsch (I)           |
| 27.10.2004       | Spartak Plowdiw (III)               | 1:0       | Minjor Pernik (III)          |
| 27.10.2004       | Pirin 1922 Blagoewgrad (II)         | 2:1       | Widima-Rakowski Sewliewo (I) |

## Achtelfinale
| Datum      |                             | Ergebnis  |                              |
| ---------- | --------------------------- | --------- | ---------------------------- |
| 09.11.2004 | Lokomotive Plowdiw (I)      | 2:0       | Lokomotive Sofia (I)         |
| 10.11.2004 | FC Hebar Pasardschik (III)  | 1:0       | Swetkawiza Targowischte (II) |
| 10.11.2004 | Etar Weliko Tarnowo (II)    | 0:3       | Lewski Sofia (I)             |
| 10.11.2004 | Minjor Bobow Dol (II)       | 0:1       | Marek Dupniza (I)            |
| 10.11.2004 | Rilski Sportist Samokow (I) | 2:3 n. V. | ZSKA Sofia (I)               |
| 10.11.2004 | Spartak Plowdiw (III)       | 0:1       | Botew Plowdiw (II)           |
| 10.11.2004 | PFC Naftex Burgas (I)       | 2:0       | Litex Lowetsch (I)           |
| 10.11.2004 | Pirin 1922 Blagoewgrad (II) | 3:0       | Belasiza Petritsch (I)       |

## Viertelfinale
| Datum      |                             | Ergebnis              |                        |
| ---------- | --------------------------- | --------------------- | ---------------------- |
| 15.03.2005 | Botew Plowdiw (II)          | 1:2 n. V.             | Lokomotive Plowdiw (I) |
| 16.03.2005 | FC Hebar Pasardschik (III)  | 0:1                   | ZSKA Sofia (I)         |
| 16.03.2005 | Lewski Sofia (I)            | 3:0                   | PFC Naftex Burgas (I)  |
| 16.03.2005 | Pirin 1922 Blagoewgrad (II) | 0:0 n. V. (4:2 i. E.) | Marek Dupniza (I)      |

## Halbfinale
| Datum             |                             | Gesamt |                  | Hinspiel | Rückspiel |
| ----------------- | --------------------------- | ------ | ---------------- | -------- | --------- |
| 13.04./03.05.2005 | Pirin 1922 Blagoewgrad (II) | 2:5    | ZSKA Sofia (I)   | 0:2      | 3:3       |
| 13.04./04.05.2005 | Lokomotive Plowdiw (I)      | 1:4    | Lewski Sofia (I) | 0:2      | 1:2       |

## Finale
| Paarung        | Lewski Sofia – ZSKA Sofia |
| Ergebnis       | 2:1 (0:0) |
| Datum          | 25. Mai 2005 |
| Stadion        | Wassil-Lewski-Stadion, Sofia |
| Zuschauer      | 10.848 |
| Schiedsrichter | Anton Genow |
| Tore           | 1:0 Daniel Borimirow (52.) 2:0 Waleri Domowtschijski (76.) 2:1 Christo Janew (82., Foulelfmeter) |
| Lewski Sofia   | Dimitar Iwankow – Schiwko Milanow, Elin Topusakow, Stanislaw Angelow (66. Igor Tomašić), Lúcio Wagner – Dimitar Telkijski, Richard Eromoigbe, Daniel Borimirow, Milan Kopriwarow (74. Georgi Tschilikow) – Ekundayo Jayeoba (85. Emil Angelow), Waleri Domowtschijski Cheftrainer: Stanimir Stoilow |
| ZSKA Sofia     | Jewgeni Chmaruc – Radoslav Zabavník, Walentin Iliew , Ibrahima Gueye, Tiago Silva – Jordan Todorow, Todor Jantschew, Benoît Cauet – Christo Janew, Emil Gargarow – Jewgeni Jordanow (46. Amiran Mujiri) Cheftrainer: Miodrag Ješić ( Serbien und Montenegro)                                        |
| Gelbe Karten   | Waleri Domowtschijski, Milan Kopriwarow, Stanislaw Angelow, Lúcio Wagner, Dimitar Telkijski, Igor Tomašić, Dimitar Iwankow – Radoslav Zabavník |
| Platzverweise  | Elin Topusakow (80.) – Todor Jantschew (51.), Jordan Todorow (90.) |